# Robert Carlson
Robert James Carlson (ur. 30 czerwca 1944 w Minneapolis, Minnesota) – amerykański duchowny katolicki, arcybiskup Saint Louis w latach 2009–2020.

## Życiorys
Urodzony w rodzinie Roberta i Jeanne. Jest najstarszy z pięciorga rodzeństwa. Studiował w seminarium św. Pawła w Minneapolis, gdzie uzyskał tytuł bakałarza z filozofii w 1966. Święcenia kapłańskie otrzymał 23 maja 1970. Podjął dalsze studia w rodzimym seminarium, a następnie, w 1979, uzyskał licencjat z prawa kanonicznego na Uniwersytecie Amerykańskim w Waszyngtonie. Był sędzią w trybunale archidiecezjalnym i kanclerzem archidiecezji St. Paul i Minneapolis.
19 listopada 1983 otrzymał nominację na biskupa pomocniczego rodzinnej archidiecezji ze stolicą tytularną Avioccala. 11 stycznia 1984 odbyła się konsekracja biskupia, której dokonał John Robert Roach, ówczesny arcybiskup St. Paul i Minneapolis. Dziesięć lat później, 13 stycznia 1994 został koadiutorem biskupa Sioux Falls w Dakocie Południowej. Rok później objął rządy w diecezji jako ordynariusz. 29 grudnia 2004 otrzymał kolejną nominację, tym razem został biskupem Saginaw w stanie Michigan. 24 lutego 2005 kanonicznie objął urząd.
21 kwietnia 2009 został mianowany następcą abpa Burka w Saint Louis. Ingres odbył się 10 czerwca 2009. Paliusz otrzymał z rąk Benedykta XVI na uroczystości w Rzymie 29 czerwca 2009. Abp Carlson jest konserwatystą, zakazał m.in. udzielania komunii politykom, którzy popierają aborcję. Konserwatywne poglądy ma też względem teologii.
10 czerwca 2020 przeszedł na emeryturę.